# 特定目的会社
特定目的会社（とくていもくてきがいしゃ）は、資産の流動化に関する法律（平成10年6月15日法律第105号。以下、資産流動化法）に基づき資産の流動化に係る業務を行うために設立される社団法人。略称は、TMK（tokutei mokuteki kaisha）、またはSPC（英: special purpose company）。
SPCの形態は、資産流動化法に基づき設立される社団(TMK)のほか、会社法に基づく合同会社(GK)や株式会社(KK)の場合も存在し、特別目的会社(SPC)の一種とされる。

## 法的性格
資産の流動化に係る業務を行うための法人として、株式会社を参考に定められた営利社団法人であり、商人である。ただし、会社法上の会社ではない。
業務を行うには、資産流動化計画を添付した業務開始届出書を財務（支）局長に提出する必要があり、その後も、資産流動化計画の変更は原則として届出を行う必要があるなど、財務（支）局長による監督に服する。

## 特定目的会社の機関
- 社員総会 - 株式会社の株主総会同様、資産流動化法に規定する事項及び特定目的会社の組織、運営、管理その他特定目的会社に関する一切の事項について決議をすることができる（資産流動化法第51条第2項）。議決権数は特定目的会社に対する特定出資の出資口数によって決まる（同法第59条）。
- 取締役の数 - 1人以上（同法第67条第1項第1号）
- 監査役の数 - 1人以上（同法第67条第1項第2号）
- 会計監査人 - 資産流動化計画に定めた特定社債、及び特定目的借入れの総額が200億円以上の場合、優先出資がある場合、または定款に定めがある場合に必要（同法第67条1項3号、 同法施行令第24条。ただし、期中に特定社債、及び特定目的借入れの総額が200億円を切った場合、その年の翌々年より会計監査は不要である）

## 社員の種類
- 特定社員
- 優先出資社員

## 資金調達の方法
- 特定社債
  - 転換特定社債：特定社債であって優先出資に転換可能なもの。
  - 新優先出資引受権付特定社債：特定社債であって新優先出資引受権が付されたもの。
  - 特定短期社債：特定社債形式のコマーシャル・ペーパー（いわゆる電子CP）
  - 担保付特定社債：担保付社債信託法による規制に服する。
- 特定約束手形：約束手形形式のコマーシャル・ペーパー
- 特定借入れ：金銭消費貸借
- 優先出資：優先出資社員の社員権

## 会社の計算
会社の計算は、資産流動化法に基づき、特定目的会社の計算に関する規則（平成18年4月20日内閣府令第44号。以下、計算規則）に従って行う必要がある。
計算規則では、以下の書類を作成することを規定している。
- 計算書類
  - 貸借対照表
  - 損益計算書
  - 社員資本等変動計算書
  - 注記表
- 事業報告
- 上記書類の附属明細書

計算規則上の規定はないが、以下の書類を作成することを資産流動化法上定めている。
- 利益の処分又は損失の処理に関する議案（利益処分案）

法律上の作成義務はないが、以下の書類を財務局に提出することを資産流動化法施行規則上定めている（つまり、作成義務がある）。
- 利益処分計算書、または損失処理計算書

利益処分計算書、または損失処理計算書については、社員資本等変動計算書がこれに取って代わるはずであったが、施行規則上、提出義務がある旨の規定があるため、作成義務が生じた（資産流動化法施行規則と計算規則の不整合によるものと考えられる）。なお、記載内容については、利益処分計算書、または損失処理計算書という名称の書類を提出すれば内容については特に規定はしていないという事が、言明は避けているが金融庁の見解である（※ただし、前年度と同様の書類を提出する事を推奨している）。

## 監査
- 資産流動化法監査
  - 会計監査人設置会社でない特定目的会社の監査役は、毎年、計算書類および事業報告書並びにそれらの附属明細書について監査を行う必要がある（特定目的会社の監査に関する規則（平成18年4月20日内閣府令第45号）第6条）。
  - 会計監査人設置会社の監査役の場合、計算書類およびその附属明細書については、会計監査人によって監査が行われるため、監査役はその監査結果について相当かどうかについて意見を述べる必要がある（特定目的会社の監査に関する規則第10条）。
  - 会計監査人設置会社においては、毎年、計算書類（事業報告を除く）に関して公認会計士による会計監査を必要とする（資産流動化法第102条第5項第1号）。
- 金融商品取引法監査
  - 特定社債または優先出資の募集または売出しに際し有価証券届出書を提出する場合、金融商品取引法上の会計監査を行う必要がある。

## 社員総会
社員総会は、通常、毎年決算日後3ヶ月以内に行う必要がある。
社員総会に際しては、計算書類（事業報告も含む）と共に利益処分案を提出する必要がある。

## 事業報告書の提出
また、毎年決算日後3ヶ月以内に内閣総理大臣宛に所轄の財務局経由にて事業報告書、計算書類（事業報告も含む）及び利益処分計算書を提出する必要がある（資産流動化法第216条）。

## 税制優遇
配当金の損金算入 一般的に、法人の配当金は損金不算入である（利益処分項目であるため、配当金は税引後損益と繰越損益の合計額である未処分利益を元に行うこととなる）が、租税特別措置法第67条の14の要件を満たす場合、特定目的会社が支払う配当金を損金算入することが認められている。
これは、匿名組合を用いたスキーム同様、余剰利益が生じた際に二重課税を回避しつつエクイティの出資者に対して利益分配を行うことが出来るため、証券化において特定目的会社を採用したスキームを構築する際の重要な要素の一つとなっている。
余剰利益の分配方法としては、租税特別措置法に規定されている事により法的安定性が確保された、希少な方法の一つである。
登録免許税・不動産取得税の減免 特定資産として不動産等を取得する際に、一定の要件を満たすと登録免許税（租税特別措置法で規定）や不動産取得税（地方税法施行令附則で規定）の減免措置がある。

## 特定目的会社の利用
特定目的会社は、主として、不動産の証券化取引において、対象となる資産（不動産または不動産信託受益権）を保有するための特別目的会社 (SPC) の1つとして利用される。ただし、設立や事務手続きの煩雑さやコスト面などから、それなりの規模の証券化取引でしか利用されにくい。
スキームとしては、クロージング時において、
- オリジネータが、資産を特定目的会社に売却し、又はいったん信託してその対価として取得した受益権を特定目的会社へ売却
- 特定目的会社は特定社債や優先出資を発行するなどして資金を調達
- 特定目的会社は調達した資金を元に、オリジネータから譲り受けた資産又は受益権の購入代金を支払う

という形態が一般的である。
金銭債権のウェアハウジングや、不動産の信託受益権を購入するスキームの場合は、合同会社 (GK) をSPCとして利用することが多い（GK-TKスキーム）。
一方で、海外投資家が日本の不動産に投資する際、匿名組合性の論点や、税務上の理由から、GK-TKスキームよりも、TMKを使うことが多い。例えば、シンガポールのREIT（S-REIT）であるダイワハウス・ロジスティクス・トラストは、日本の物件を保有するTMKに対して出資する形で、日本の物件への投資を行っている。 

## 特定目的会社の一覧
金融庁の特定目的会社届出一覧参照。
2023年（令和5年）1月末時点で1,118業者が届け出されている。うち関東財務局が1,104業者である。